# シュプール (DEENのアルバム)
『シュプール』は、DEENの20枚目のアルバム。2021年12月22日にEpic Records Japanからリリースされた。

## 解説
前作『TWILIGHT IN CITY 〜for lovers only〜』から約5ヶ月ぶりの発売となる、季節をテーマにした企画アルバム第三弾である。DEEN初の“冬のラブソング集”というコンセプトで作られており、松任谷由実の「恋人がサンタクロース」と桑田佳祐の「白い恋人達」のカバー、「Christmas time」と「愛の鐘が世界に響きますように…」のセルフカバーが収録されている。また、「恋人がサンタクロース」は2021年12月1日に先行配信されている。
初回生産限定盤、FC限定盤、通常盤の3形態でリリースされ、ジャケットはイラストレーター・本秀康による描き下ろしイラストになっている。初回生産限定盤には、m-floの☆Taku Takahashiがミックスを手掛けた「DEEN WINTER SONG PLAYLIST」と題された特典CDが付属。FC限定盤には、2021年8月に東京・Billboard Live TOKYOで行われたライブが収録されたBlu-ray Discが付属しており、本編終了後にサプライズ・シークレット映像が収録されている。

## 収録内容

### CD
1. シュプール
作詞:池森秀一、作曲:山根公路、編曲:侑音、山根公路
2. マイナス20℃
作詞:池森秀一、作曲:山根公路、編曲:侑音、山根公路
3. 恋人がサンタクロース
作詞・作曲:松任谷由実、編曲:侑音、山根公路
松任谷由実の楽曲のカバー
4. Farewell to the snow
作詞:池森秀一、作曲:山根公路、編曲:大平勉、山根公路
5. Christmas time <spur style>
作詞:池森秀一、作曲:山根公路、編曲:大平勉、山根公路
コンセプト・シングル『Classics One WHITE Christmas time』収録曲
6. Happy New Year
作詞:池森秀一、作曲:山根公路、編曲:侑音、山根公路
7. 君だけのサンタクロース
作詞:池森秀一、作曲:山根公路、編曲:侑音、山根公路
8. 白い恋人達
作詞・作曲:桑田佳祐、編曲:侑音、山根公路
桑田佳祐の楽曲のカバー
9. White landscape
作詞・作曲:山根公路、編曲:小川清邦、山根公路
10. 愛の鐘が世界に響きますように… <spur style>
作詞:池森秀一、作曲:山根公路、編曲:侑音、山根公路
30thシングルの新録音

### 特典CD (初回生産限定盤のみ)
DEEN WINTER SONG PLAYLIST mixed by ☆Taku Takahashi (m-flo)
1. Negai
2. 君去りしクリスマス
3. 白い記憶
4. 星の雫
5. 永遠の明日
6. 哀しみの向こう側
7. 星降る夜、この星で
8. 蒼星
9. 永遠をあずけてくれ
10. このまま君だけを奪い去りたい
11. もう泣かないで
12. Fine day
13. 夢であるように
14. 愛の鐘が世界に響きますように…

### 特典Blu-ray Disc (FC限定盤のみ)
DEEN AOR NIGHT CRUISIN' ～5th Groove～2021.8.6（FRI）Billboard Live TOKYO
1. 月に照らされて
2. Driving My Car
3. ROUTE 466
4. アマルフィ
5. ANOTHER LIFE
6. 接吻
7. 太陽と花びら
8. Summer Breeze
9. 流れ星
10. 桜の下で逢いましょう